# Mamadou Péthé Diallo
Pour les articles homonymes, voir Diallo.
Mamadou Péthé Diallo, est un homme politique guinéen.
Il etait le Ministre de la santé et de l'hygiène publique dans le gouvernement dirigé par Mohamed Béavogui du 25 octobre 2021, puis celle de Bernard Goumou depuis 20 août 2022 au 21 11 2023,.

## Biographie et études
Mamadou Péthé Diallo est diplômé de la faculté de médecine de l’Université Gamal Abdel Nasser de Conakry, avant de poursuivre ses études aux États-Unis d'où il est également titulaire d’une maîtrise de santé publique de l’Université d’État de San Diego puis un diplôme spécial de santé publique de l’Université catholique de Louvain en Belgique.

## Parcours professionnel
De 1992 à 2001, il était le conseiller régional du FNUAP au Sénégal et en république démocratique du Congo pour les questions de santé maternelle et infantile et de planification de la famille.
Auparavant, Mamadou Péthé Diallo avait été représentant du fonds des Nations Unies pour la population (FNUAP) au Mali, entre 2005 et 2009, et en Sierra Leone, de 2001 à 2005.
De 2009 à 2012, il était le coordonnateur résident et coordonnateur humanitaire des Nations unies et représentant résident du PNUD en Érythrée.

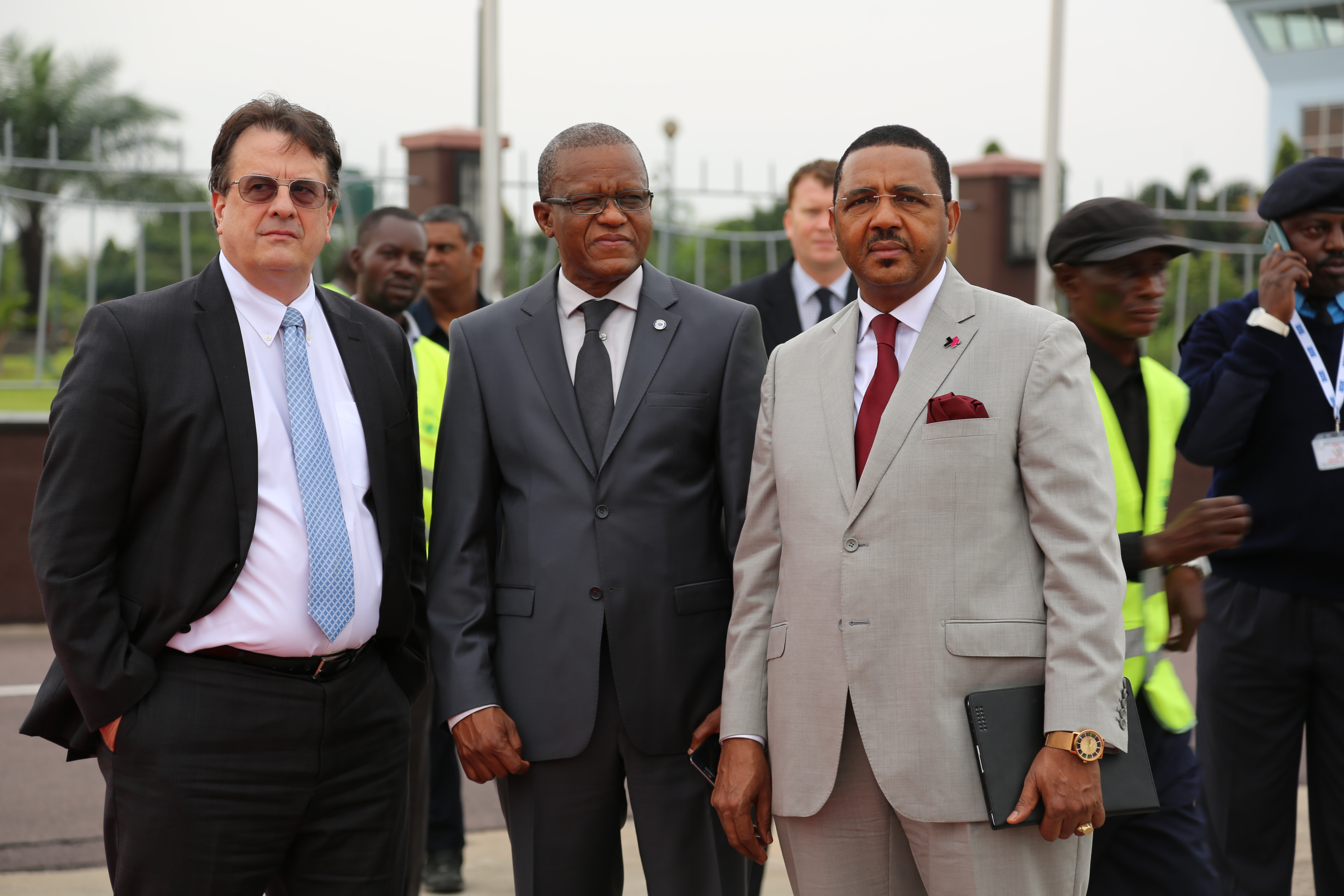

De 2012 à 2015, il a occupé le poste de directeur régional pour l’Afrique de l’Ouest et l’Afrique centrale du programme commun des Nations unies pour le VIH/sida, basé au Sénégal.
Entre 2015 et 2017, Mamadou Péthé était le représentant spécial adjoint du secrétaire général à la mission de l’organisation des Nations unies pour la stabilisation en république démocratique du Congo (MONUSCO), où il était également Coordonnateur résident et coordonnateur humanitaire de l’ONU et Représentant résident du PNUD.
Avant d'être ministre, il était en poste en Guinée-Bissau en tant que représentant et coordinateur résident des nations unies.

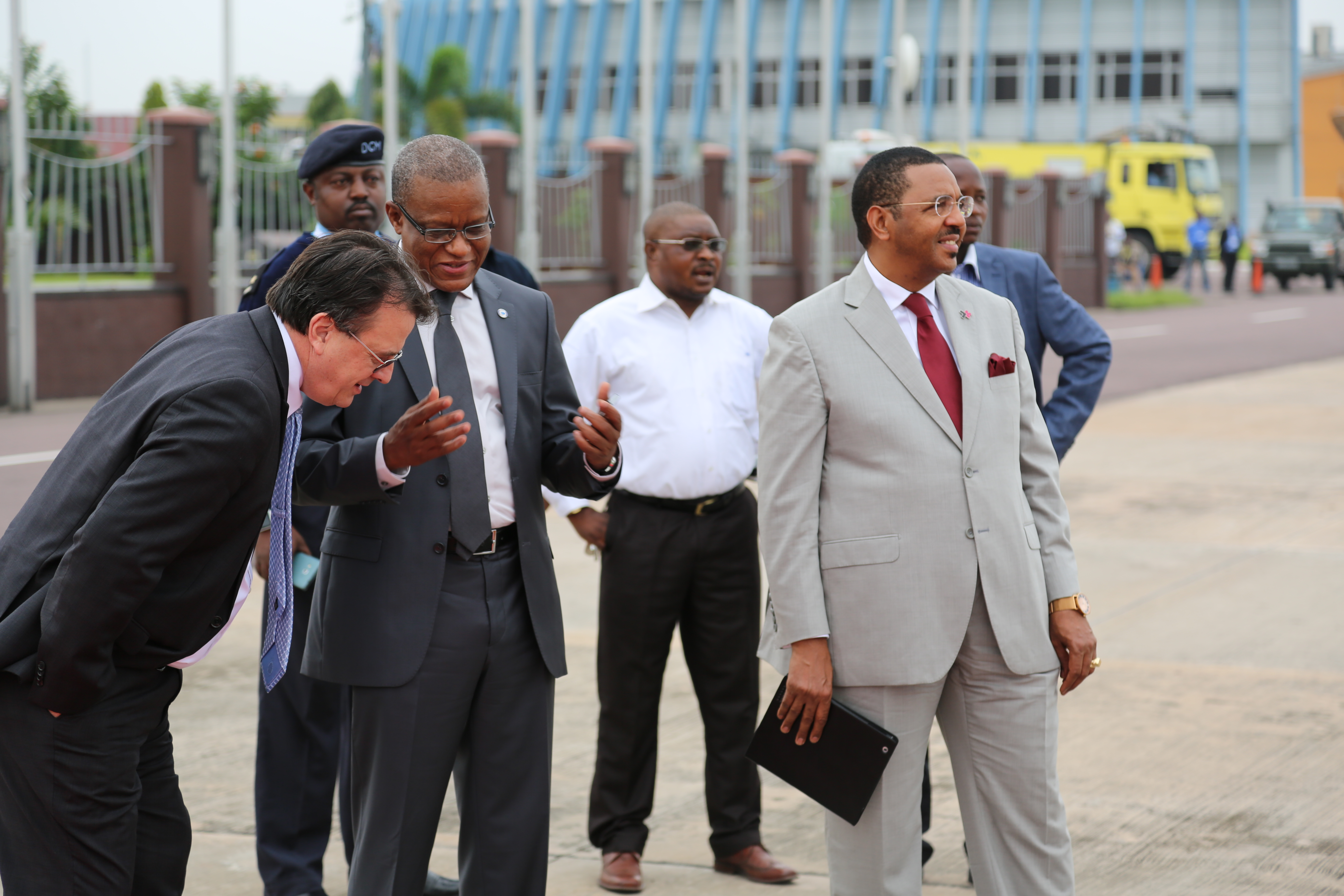

En novembre 2023, La Cour de répression des infractions économiques et financières (Crief), a décidé d'inculper Mamadou Péthé Diallo et le placé sous contrôle judiciaire pour des faits d'accusation de "détournement de deniers publics, d'enrichissement illicite, de blanchiment de capitaux, de corruption, de concussion et complicité et de le placer sous contrôle judiciaire".

## Ministre
Il est nommé par décret le 25 octobre Ministre de la santé et de l'hygiène publique en remplacement de Remy Lamah.
En novembre 2023, il est remplacer par Oumar Diouhé Bah.